# Kölntriangle

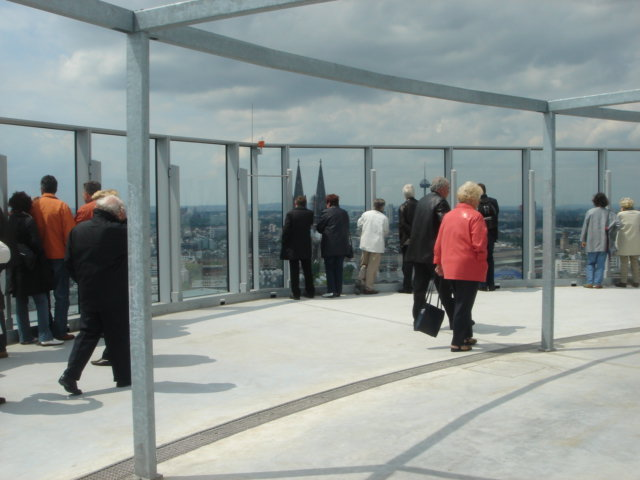
Platforma de observatie

KölnTriangle (cunoscut anterior și sub numele de LVR-Turm ) este o clădire înaltă de 103,2 metri în Deutz⁠(d), Köln, și este un punct de reper important în Köln. Clădirea a fost proiectată de Dörte Gatermann⁠(d) de la firma de arhitectură cu sediul în Köln, Gatermann + Schossig, și finalizată în 2006. Fațada sa sudică constă dintr-o fațadă dublă, permițând ventilarea naturală chiar și la etaje înalte. Lângă structura înaltă, parte din KölnTriangle este și un bloc de birouri mult mai mare cu șase etaje și o suprafață totală de podea brută de 84.300 m2.
KölnTriangle este sediul Agenției Europene pentru Siguranța Aviației (EASA). Ultimul etaj și acoperișul găzduiesc o platformă de observație accesibilă publicului, cu vederi panoramice asupra întregului oraș Köln, în special Catedrala din Köln, direct vizavi de malul Rinului.